# Jean-Pierre Danguillaume
Jean-Pierre Danguillaume (Joué-lès-Tours, 25 mei 1946) is een voormalig Frans wielrenner. Hij was beroepsrenner tussen 1969 en 1978 en stamde uit een waar wielergeslacht; zijn vader André Danguillaume was een van vijf fietsende broers.

## Belangrijkste overwinningen
1966
Eindklassement Ronde van de Sarthe
1968
Eindklassement Ronde van de Sarthe
Eindklassement Tour Nivernais Morvan
1969
Eindklassement Ronde van de Sarthe
Eindklassement Ronde van Loir-et-Cher
Eindklassement Vredeskoers
1970
22e etappe Ronde van Frankrijk
1971
GP Ouest France-Plouay
18e etappe Ronde van Frankrijk
1973
6e etappe Ronde van Frankrijk
Internationaal Wegcriterium
1974
17e en 18e etappe Ronde van Frankrijk
Eindklassement Grand Prix du Midi Libre
1975
4e etappe Deel B Grand Prix du Midi Libre
Parijs-Bourges
1e etappe Vierdaagse van Duinkerken
2e etappe Ronde van de Middellandse Zee
3e etappe Ronde van België
1976
3e etappe Ronde van Corsica
5e etappe Parijs-Nice
1977
Proloog en 3e etappe Ronde van Indre en Loire
Eindklassement Ronde van Indre en Loire
2e etappe Dauphiné Libéré
11e en 13e (deel B) etappe Ronde van Frankrijk
Eindklassement Ronde van de Aude
1978
6e etappe Dauphiné Libéré
2e etappe (deel A) Ronde van de Aude

## Resultaten in voornaamste wedstrijden
| Jaar | Ronde van Italië | Ronde van Frankrijk | Ronde van Spanje |
| ---- | ---------------- | ------------------- | ---------------- |
| 1970 |                  | 64e (1)             |                  |
| 1971 |                  | 18e (1)             | 31e              |
| 1972 |                  | 21e                 |                  |
| 1973 |                  | 22e (1)             |                  |
| 1974 |                  | 13e (2)             | 7e               |
| 1975 |                  | opgave              |                  |
| 1976 |                  | 22e                 |                  |
| 1977 |                  | 35e (2)             |                  |
| 1978 |                  | opgave              |                  |

| Jaar | Milaan-San Remo | Gent-Wevelgem | Ronde van Vlaanderen | Parijs-Roubaix | Amstel Gold Race | Luik-Bast.‑Luik | Ronde van Lombardije | Parijs-Tours | Bretagne Classic | Kuurne-Brussel-Kuurne |  | WK op de weg |  | Wereldranglijsten |
| ---- | --------------- | ------------- | -------------------- | -------------- | ---------------- | --------------- | -------------------- | ------------ | ---------------- | --------------------- |  | ------------ |  | ----------------- |
| 1970 | 92e             |               |                      |                |                  |                 |                      |              |                  |                       |  |              |  |                   |
| 1971 |                 | 68e           | 51e                  |                |                  |                 |                      | 21e          | Goud             |                       |  | 32e          |  |                   |
| 1972 |                 | 32e           |                      |                |                  | 34e             |                      | 87e          |                  |                       |  | 9e           |  |                   |
| 1973 | 33e             | 29e           |                      |                |                  |                 |                      | 14e          |                  |                       |  | 24e          |  |                   |
| 1974 |                 | 17e           | 39e                  |                |                  |                 | 10e                  | Zilver       |                  |                       |  |              |  | 6e (SPP)          |
| 1975 | 6e              |               | 42e                  | 23e            |                  | 7e              |                      | 28e          |                  |                       |  | ↑            |  | 11e (SPP)         |
| 1976 |                 |               | 23e                  | 8e             | 16e              | 4e              |                      | 21e          |                  |                       |  |              |  | 26e (SPP)         |
| 1977 |                 |               |                      | 35e            |                  |                 |                      | 5e           |                  | 10e                   |  | 22e          |  |                   |
| 1978 |                 |               |                      |                |                  |                 | 21e                  | 21e          |                  |                       |  |              |  | 43e (SPP)         |

Wielerploegen van Jean-Pierre Danguillaume
Besnard ·
Bilsland ·
Bouloux ·
Bracke ·
Danguillaume ·
Daunat ·
Delisle ·
Dumont ·
Gay ·
Karstens ·
Letort ·
Martelozzo ·
Parenteau ·
Pingeon ·
Quesne ·
Raymond ·
Rouxel ·
Schoeters · 
Thévenet ·
Tschan · 
Van Der Linde ·
Van Sweevelt ·
Van Coningsloo
Besnard ·
Bilsland ·
Bouloux ·
Bracke ·
Danguillaume ·
David ·
De Witte ·
Delisle ·
Dumont ·
Gay ·
Godefroot ·
Janbroers ·
Jourden ·
Julien ·
Maingon ·
Martelozzo ·
Mattioda ·
Mollet ·
Parenteau ·
Pingeon ·
Quesne ·
Rabaute ·
Raymond ·
Rouxel ·
Sadot · 
Thévenet ·
Tschan
Aigueparses ·
Besnard ·
Bilsland ·
Bouloux ·
Bracke ·
Danguillaume ·
David ·
De Witte ·
Delisle ·
Dumont ·
Esclassan ·
Godefroot ·
Janbroers ·
Jourden ·
Julien ·
Maingon ·
Martelozzo ·
Mattioda ·
Mollet ·
Ovion ·
Parenteau ·
Pingeon ·
Raymond ·
Rouxel ·
Sibille · 
Thévenet ·
Tschan
Aigueparses ·
Béon ·
Bouloux ·
Bourreau ·
Bracke ·
Danguillaume ·
De Boever ·
Delisle ·
Esclassan ·
Guitard ·
Leman ·
Maingon ·
Martelozzo ·
Meunier ·
Mollet ·
Ovion ·
Parenteau ·
Raymond ·
Rouxel ·
Sibille · 
Thévenet ·
Tschan
Aigueparses ·
Béon ·
Bouloux ·
Bourreau ·
J-L. Danguillaume ·
J-P. Danguillaume ·
Delisle ·
Dolhats ·
Esclassan ·
Guitard ·
Maingon ·
Meunier ·
Ovion ·
Parenteau ·
Riotte ·
Rouxel ·
Sibille · 
Thévenet ·
Tschan
Aigueparses ·
Béon ·
Bourreau ·
Catieau ·
J-L. Danguillaume ·
J-P. Danguillaume ·
Dard ·
Delisle ·
Dolhats ·
Esclassan ·
Guitard ·
Le Denmat ·
A. Meunier ·
J-C. Meunier ·
Molinéris ·
Ovion ·
Parenteau ·
Rouxel ·
Sibille · 
Thévenet ·
Tschan ·
Vandenbroucke
Béon ·
Bourreau ·
Campaner ·
Catieau ·
Croyet ·
J-L. Danguillaume ·
J-P. Danguillaume ·
Dard ·
Delisle ·
Esclassan ·
Guitard ·
A. Meunier ·
J-C. Meunier ·
Molinéris ·
Ovion ·
Parenteau ·
Rouxel ·
Sibille · 
Thévenet ·
Tschan ·
Vandenbroucke
Béon ·
Bourreau ·
Braun ·
Campaner ·
J-L. Danguillaume ·
J-P. Danguillaume ·
Dard ·
Delépine ·
Duclos-Lassalle ·
Esclassan ·
Groen ·
Hézard ·
Küster ·
Laurent ·
Linard ·
Ovion ·
Sibille · 
Simonnot ·
Talbourdet ·
Thévenet ·
Toso ·
Tschan ·
Vandenbroucke
Béon ·
Bourreau ·
Braun ·
Campaner ·
J-L. Danguillaume ·
J-P. Danguillaume ·
Delépine ·
Duclos-Lassalle ·
Esclassan ·
Hézard ·
Laurent ·
Linard ·
Ovion ·
Rosiers ·
Sibille · 
Thévenet ·
Vandenbroucke